# Giám mục đô thành
Trong một số giáo hội Kitô giáo, giám mục đô thành hay đô thành trưởng (tiếng Latinh: metropolita) là giám mục hoặc tổng giám mục (trường hợp này gọi cụ thể là tổng giám mục đô thành hoặc tổng giám mục trưởng giáo tỉnh) chính tòa của một đô thành, tức là thành phố chính yếu của một tỉnh của La Mã, giáo tỉnh, hay là thủ phủ của một vùng nào đó.
Trước khi cấp bậc thượng phụ được thiết lập vào năm 325 CN, đô thành trưởng là bậc cao nhất trong thể chế giám mục tại các Giáo hội Đông phương. Đô thành trưởng chủ trì các công nghị giám mục và được trao đặc quyền theo luật giáo hội và thánh truyền.
Cách tổ chức của Kitô giáo sơ khởi thường dựa vào thực hành tại Đế quốc La Mã, theo đó mỗi giám mục coi sóc một thành phố. Giám mục của thành phố thủ phủ là người được hưởng một số quyền nhất định trên các giám mục khác trong tỉnh đó mà sau này gọi là giám mục phụ cận.